# Сорокин, Гаральд Константинович
Сорокин Гаральд Константинович (30 января 1939 — 6 июня 2011, Нижний Новгород) — советский и российский шахматист, мастер спорта СССР (1971), международный мастер ИКЧФ.

## Биография
По специальности — инженер-металлург. В 1961 г. окончил Горьковский государственный политехнический институт им. А. А. Жданова (ныне — Нижегородский государственный технический университет им. Р. Е. Алексеева).
Работал в ОКБМ (сейчас — им. И. И. Африкантова), потом в Нижегородском филиале Института машиноведения АН СССР / РАН.
Доктор технических наук, профессор. Автор более 200 научных трудов и изобретений, нескольких учебно-методических книг. Преподавал в НГТУ им. Р. Е. Алексеева.
Основных спортивных успехов добился в заочных соревнованиях.
Победитель чемпионата РСФСР по переписке (1967—1968 гг.; турнир проводился впервые).
Бронзовый призер 9-го чемпионата СССР по переписке (1969—1970 гг.; 13 из 18).
Участник 9-го чемпионата мира по переписке (1981—1983 гг.).
В составе сборной РСФСР победитель четырех командных чемпионатов СССР по переписке (1966—1968, 1968—1970, 1970—1973 и 1978—1981 гг.). Дважды показывал лучшие результаты на своих досках.
Главное достижение в очной игре — выход в полуфинал 41-го чемпионата СССР (Кировабад, 1973 г.; 6 из 15, 12 место; в турнире выиграл 3 партии, в том числе у В. Д. Купрейчика).

## Спортивные результаты
| Год                       | Город                                                    | Соревнование                                             | +  | − | = | Результат | Место                                 |
| ------------------------- | -------------------------------------------------------- | -------------------------------------------------------- | -- | - | - | --------- | ------------------------------------- |
| 1973                      | Кировабад                                                | Полуфинал 41-го чемпионата СССР                          | 3  | 6 | 6 | 6 из 15   | 12                                    |
| СОРЕВНОВАНИЯ ПО ПЕРЕПИСКЕ |                                                          |                                                          |    |   |   |           |                                       |
| 1966—1968                 | 1-е командное первенство СССР (сборная РСФСР, 8-я доска) | 1-е командное первенство СССР (сборная РСФСР, 8-я доска) |    |   |   | 7½ из 10  | Команда — чемпион, 1-е место на доске |
| 1967—1968                 | Чемпионат РСФСР                                          | Чемпионат РСФСР                                          | 10 | 2 | 4 | 12 из 16  | 1                                     |
| 1968—1970                 | 2-е командное первенство СССР (сборная РСФСР, 6-я доска) | 2-е командное первенство СССР (сборная РСФСР, 6-я доска) |    |   |   | 8½ из 11  | Команда — чемпион, 1-е место на доске |
| 1969—1970                 | 9-й чемпионат СССР                                       | 9-й чемпионат СССР                                       | 10 | 2 | 6 | 13 из 18  | 3                                     |
| 1970—1973                 | 3-е командное первенство СССР (сборная РСФСР, 3-я доска) | 3-е командное первенство СССР (сборная РСФСР, 3-я доска) |    |   |   | 7 из 12   | Команда — чемпион                     |
| 1971—1972                 | 10-й чемпионат СССР                                      | 10-й чемпионат СССР                                      | 7  | 8 | 5 | 9½ из 20  | 13—14                                 |
| 1978—1981                 | 6-е командное первенство СССР (сборная РСФСР, 4-я доска) | 6-е командное первенство СССР (сборная РСФСР, 4-я доска) |    |   |   | 9 из 16   | Команда — чемпион                     |
| 1981—1983                 | 9-й чемпионат мира                                       | 9-й чемпионат мира                                       | 4  | 8 | 4 | 6 из 16   | 15                                    |